# امبیولی
امبیولی (به انگلیسی: Ambivli) یک منطقهٔ مسکونی در هند است که در مهاراشترا واقع شده‌است.

## خصوصیات
امبیولی ۷ متر بالاتر از سطح دریا واقع شده‌است.